# Chó sục Tenterfield
Chó sục Tenterfield là một giống chó phát triển tại Úc, là một giống chó có tổ tiên đi cùng người định cư Anh trên đường đến Úc bằng tàu và tổ tiên của giống chó kích thước nhỏ này thực tế là đã được lai tạo. Đây là loại chó phù hợp với cuộc sống trên tàu, nơi chuột nhắt và chuột vừa là mối nguy hiểm cho sức khỏe vừa là mối đe dọa đối với nguồn cung cấp thực phẩm. Ngày nay, giống chó này là một giống chó mạnh mẽ, năng động, mạnh mẽ và nhanh nhẹn. Bộ lông ngắn, mượt mà của chúng khiến chúng dễ dàng trở thành người bạn đồng hành của chủ nhân.